# Patricio Aylwin
Pour les articles homonymes, voir Aylwin.
 (octobre 2017).
Si vous disposez d'ouvrages ou d'articles de référence ou si vous connaissez des sites web de qualité traitant du thème abordé ici, merci de compléter l'article en donnant les références utiles à sa vérifiabilité et en les liant à la section « Notes et références ».
Patricio Aylwin Azócar, né le 26 novembre 1918 à Viña del Mar et mort le 19 avril 2016 à Santiago, est un avocat et homme d'État chilien, membre du Parti démocrate-chrétien. Il est président de la République du Chili du 11 mars 1990 au 11 mars 1994, le premier de la période démocratique succédant à la dictature d'Augusto Pinochet.

## Biographie

### Enfance et formation
Aîné de cinq enfants, il est marié à Leonor Oyarzún Ivanovic, le couple a cinq enfants et quatorze petits-enfants.
Après des études en droit, il devient avocat en 1943. Professeur de droit, d'éducation civique et de politique économique à l'université, il est aussi un homme politique respecté.

### Carrière
C'est en 1945 qu'Aylwin rejoint la Falange Nacional, une organisation politique nationaliste de droite. Plus tard, il en devint le président et participa activement en sa transformation en un parti politique de centre droit, le Parti démocrate chrétien, dont il assura la présidence pendant sept mandats non consécutifs entre 1958 et 1989.
En 1965, il est élu sénateur. En 1971, il devient le président du Sénat et mène la résistance du Congrès au gouvernement de l'Unité populaire de Salvador Allende. Il tente de trouver une solution pacifique à la crise entre le législatif et l'exécutif chilien. 
En août 1973, il constate l'impossibilité d'entente entre le Congrès et le gouvernement qui poursuit une politique de réformes socialistes. Aylwin, dans un acte officiel du Congrès, appelle le président Allende à remettre le pouvoir au Congrès. Il soutient le coup d'État du 11 septembre 1973, et remercie l'armée « pour avoir sauvé le pays et sa démocratie ». 
En 1979, il s'oppose au référendum proposé par le gouvernement d'Augusto Pinochet, concernant la mise en place d'une nouvelle constitution. Les électeurs approuvent cette constitution (67 %).
Après la mort d'Eduardo Frei Montalva, le leader naturel des démocrates chrétiens, Aylwin entreprend à partir de 1982 de fédérer l'ensemble des partis d'opposition au régime militaire. Dès le départ, il opte pour une solution négociée avec les militaires. Il est le premier des opposants à accepter la constitution chilienne de 1980 et propose de s'en servir pour ramener la démocratie au Chili. 
Il convainc le reste de l'opposition à se rallier à ses points de vue. Lors du référendum de 1988 par lequel le général Pinochet demande la prorogation de ses pouvoirs pendant encore 8 ans, Aylwin prend constitutionnellement la tête de la concertation chilienne pour faire rejeter cette proposition. Le référendum est une victoire pour les positions de Patricio Aylwin car 54 % des électeurs ont rejeté la prorogation des pouvoirs du Général Pinochet, dans le cadre de la constitution militaire de 1980.
Aylwin est par la suite au centre de la transition démocratique qui aboutit en 1990.

### Président de la république du Chili
Le 14 décembre 1989, Patricio Aylwin, candidat de la concertation qui regroupe notamment socialistes et démocrates chrétiens, est élu président de la république du Chili dès le premier tour avec 55,17 % des voix. Il bat une droite divisée entre le candidat de centre-droit Francisco Javier Errazuriz Talavera et le candidat pro-Pinochet Hernán Büchi (1/3 des suffrages).
Le régime de Pinochet lui laisse une Constitution dans laquelle subsistent de multiples verrous antidémocratiques. Le sociologue Manuel Antonio Garreton explique qu'avec le gouvernement Aylwin, « on se trouve en présence d'un gouvernement démocratique, mais pas pour autant de transition dans un système qui n'est pas complètement démocratique ». Le gouvernement issu de la concertation renonce d'emblée à affronter les legs autoritaires de la dictature et n'abroge pas la loi d'auto-amnistie de 1978. 
Conformément à sa promesse de campagne, Aylwin commande le Rapport Rettig qui vise à faire la lumière sur les crimes de la dictature. Les réformes économiques néolibérales mises en place par la dictature sont conservées. 

### Après sa présidence
Après avoir quitté la présidence, Patricio Aylwin reste actif au sein d'organisations humanistes en lutte contre l'injustice et la pauvreté.
Patricio Aylwin meurt le 19 avril 2016 à Santiago.

## Récompenses
En 1997, il est l'un des deux lauréats du Prix Nord-Sud décerné par le Centre Nord-Sud du Conseil de l'Europe, au regard de sa contribution à la promotion des droits de l'homme, de la démocratie et de la coopération entre l'Europe et l'Amérique latine.
Il est fait docteur honoris causa des universités de divers pays à travers le monde : Australie, Canada, Colombie, France, Italie, Japon (université Waseda), Portugal, États-Unis.